# JV Lideral Futebol Clube
El JV Lideral Futebol Clube és un club de futbol brasiler de la ciutat d'Imperatriz a l'estat de Maranhão.

## Història
El JV Lideral Futebol Clube va ser fundat el 12 de maig de 2005. Fou campió del campionat maranhense l'any 2009, després de derrotar el Sampaio Corrêa a la final. Competí a la Copa do Brasil el 2010, on fou eliminat pel Ponte Preta.

## Estadi
El JV Lideral juga els seus partits a l'Estadi Walter Lira, amb una capacitat per a 1.200 espectadors.

## Palmarès
- Campionat maranhense:
  - 2009